# Myosotis stricta
Myosotis stricta é uma espécie de planta com flor pertencente à família Boraginaceae. 
A autoridade científica da espécie é Roem. & Schult., tendo sido publicada em Systema Vegetabilium 4: 104. 1819.

## Portugal
Trata-se de uma espécie presente no território português, nomeadamente em Portugal Continental.
Em termos de naturalidade é nativa da região atrás indicada.

## Protecção
Não se encontra protegida por legislação portuguesa ou da Comunidade Europeia.